# Râul Valea Adâncă, Vameș
- Pentru alte râuri omonime, vedeți pagina Râul Valea Adâncă (dezambiguizare).

Râul Valea Adâncă (Vameș) este un curs de apă, al doilea afluent de dreapta (din doi) al râului Vameș, care este la rândul său un afluent al râului Gerului, care se varsă în Siret.

## Generalități
Râul Cocoru nu are afluenți semnificativi și nici nu trece prin vreo localitate.